# Calamus perakensis
Calamus perakensis är en enhjärtbladig växtart som beskrevs av Odoardo Beccari. Calamus perakensis ingår i släktet Calamus och familjen Arecaceae.

## Underarter
Arten delas in i följande underarter:
- C. p. crassus
- C. p. niger
- C. p. perakensis